# Big Mello
Big Mello, nome d'arte di Curtis Donnell Davis (Houston, 7 agosto 1968 – 15 giugno 2002), è stato un rapper statunitense.

## Biografia
Il suo debutto ebbe luogo nel 1992 con il soprannome di Big Mello nell'album Bone Hard Zaggin con la Rap-A-Lot Records. Il suo secondo album, Wegonefunkwichamind, arrivò tre anni dopo senza alcuna collaborazione dai colleghi della Rap-A-Lot. I critici musicali affermavano che la sua parlata del profondo sud del Texas sembrava quella di Scarface e Z-Ro ed era giudicata buona, anche se non fu mai in buoni rapporti con la Rap-A-Lot e presto la lasciò.
Nel 1996 pubblicò Southside Story con la casa discografica N-Terrogation, certamente minore della Rap-A-Lot. Questo svantaggio non gli consentì di diffondere la sua musica nell'ambiente rap texano.
Mello scomparve fino al 2002, quando annunciò che era in preparazione un nuovo album, Done Deal. La tragedia lo colpì il 15 giugno di quell'anno, quando Mello perse il controllo della sua auto e si schiantò contro un pilastro, uccidendo se stesso e il passeggero. Big Mello morì la mattina del 16 giugno 2002: aveva 33 anni.

## Opere postume
Nell'agosto 2002 uscì postumo il suo album The Gift, dalla piccola KMJ Records. Z-Ro collaborò per quest'album e i fan la dichiararono la migliore opera di Big Mello, meglio dell'utopico Done Deal, che uscì soltanto l'anno dopo con la casa discografica Woss Ness. Nel 2006 la Rap-A-Lot ha pubblicato due remix dei suoi primi album.

## Curiosità
È citato da Fabri Fibra nella canzone Festa festa dei Crookers.

## Discografia
- 1992: Bone Hard Zaggin'
- 1995: Wegonefunkwichamind
- 1996: Southside Story
- 2002: The Gift
- 2003: Done Deal